# Barbara H. Partee
Barbara Hall Partee (Englewood, 23 de junio de 1940) es una lingüista estadounidense y Profesora Universitaria Distinguida Emérita de Lingüística y Filosofía en la Universidad de Massachusetts Amherst (UMass). Es una de las fundadoras de la semántica formal contemporánea en los Estados Unidos, autora de varias obras influyentes. Se retiró de la UMass en septiembre de 2004.

## Biografía
Nació en Englewood, Nueva Jersey y creció en el área de Baltimore. Es la hermana menor del jugador de béisbol profesional Dick Hall. Asistió al Swarthmore College, donde se especializó en matemáticas con especialidades menores en ruso y filosofía. Hizo su trabajo de posgrado en el Instituto de Tecnología de Massachusetts bajo la dirección de Noam Chomsky. Su tesis doctoral de 1965 en el MIT se tituló Subject and Object in Modern English.
Partee comenzó su carrera docente en la Universidad de California, Los Ángeles en 1965 como profesora asociada de lingüística. Enseñó allí hasta 1972, cuando se transfirió a la Universidad de Massachusetts Amherst, convirtiéndose pronto en profesora titular. Durante su tiempo en la UMass Amherst, ha enseñado a numerosos estudiantes que se convertirían en lingüistas notables, incluyendo Gennaro Chierchia e Irene Heim.
A través de sus interacciones con el filósofo y lógico Richard Montague en la UCLA en la década de 1970, desempeñó un papel importante en reunir las tradiciones de investigación de la lingüística generativa, la lógica formal y la filosofía analítica, persiguiendo una agenda iniciada por David Lewis en su artículo de 1970 "General Semantics". Ayudó a popularizar el enfoque de Montague sobre la semántica de los lenguajes naturales entre los lingüistas en los Estados Unidos, especialmente en un momento en que había mucha incertidumbre sobre la relación entre sintaxis y semántica.
En sus últimos años se ha interesado cada vez más en un nuevo tipo de síntesis intelectual, forjando conexiones con la tradición de la investigación semántica léxica, como se ha practicado durante mucho tiempo en Rusia.

## Premios
Partee ha recibido varios honores, incluyendo la presidencia de la Sociedad Lingüística de Estados Unidos (1986), doctorados honorarios del Swarthmore College (1989), la Universidad Carolina de Praga (1992), la Escuela de negocios de Copenhague (2005) y la Universidad de Chicago (2014), y la elección a la Academia Estadounidense de las Artes y las Ciencias (1984)y la Academia Nacional de Ciencias (Estados Unidos) (1989). En 1992, recibió el Max-Planck-Forschungspreis (premio de investigación de la Sociedad Max Planck); junto con Hans Kamp. Ha sido miembro extranjero de la Real Academia de Artes y Ciencias de los Países Bajos desde 2002.En 2006, fue admitida como miembro de la Sociedad Lingüística de Estados Unidos. El 8 de enero de 2018 recibió un doctorado honoris causa de la Universidad de Ámsterdam por su trabajo pionero en semántica formal. En julio de 2018 fue elegida miembro correspondiente de la Academia Británica. En 2020 recibió la Medalla Benjamin Franklin (Instituto Franklin).